# Norton goust
Norton goust (engl. Norton Ghost je program za potpuno preslikavanje podataka sa čvrstog diska na neki drugi memorijski uređaj (kompakt disk, video disk ili drugi čvrsti disk). Prednost mu je što se pomoću njega, u slučaju pada operativnog sistema, stara slika može vratiti u roku od nekoliko minuta.
Goust (engl. Ghost je u stvari skraćenica od „General Hardware-Oriented Software Transfer“.